# Garfield Gets Real
Garfield Gets Real hay Garfield 3D là một bộ phim hoạt hình máy tính Mỹ Hàn 2007 với sự tham gia của chú mèo Garfield. Phim được sản xuất bởi Paws, Inc. đồng hợp tác với Davis Entertainment, The Animation Picture Company và được phát hành bởi 20th Century Fox Home Entertainment.